# Taboo
Taboo, nome artístico de Jaime Luis  Gomez (Los Angeles, 14 de julho de 1975),  é um rapper norte-americano, integrante do grupo de hip-hop Black Eyed Peas. Tem uma aparência mista: seu pai é mexicano e a mãe nativo-americana. Dança hip hop desde os 12 anos de idade por influência dos amigos. Teve um filho, Joshua, que nasceu em 1993. Foi o terceiro a entrar no grupo Black Eyed Peas, em 1995. Seus hobbies são breakdance, hip hop e artes marciais.

## Carreira solo
Em 2008, Taboo lançou seu primeiro álbum de estúdio solo, auto-intitulado. Do álbum, foi extraído um single ainda em 2008, chamado You Girl. O single logo foi lançado nas rádios norte-americanas mas infelizmente não apresentou muito sucesso. Pouco tempo depois, ainda em 2008 Taboo voltou a trabalhar com o grupo Black Eyed Peas e em 2009 arrasou junto ao grupo, com o hit que alcançou o primeiro lugar da Billboard Hot 100, I Gotta Feeling. No ano de 2011, o grupo decidiu parar de trabalhar para tirar umas férias e Taboo anunciou então que voltaria a trabalhar solo na divulgação do seu álbum auto-intitulado, e ainda afirmou que talvez começaria a trabalhar em um novo álbum.

## Problemas com drogas  e bebida alcoólica
Taboo também teve problemas, entre meados de 2003 a 2007. Durante essa época ele foi preso várias vezes e afirma ter sido consumidor de maconha/liamba e outros tipos de drogas. Em uma entrevista recente afirma estar sem consumir há 4 anos e que o seu anterior comportamento envergonhava os membros do The Black Eyed Peas. Ele diz que agora o relacionamento entre os integrantes é mais diplomático. "Eu era uma vergonha para a equipe e isto aconteceu durante muito tempo. Entre 2003 e 2007, quando fui preso, era uma confusão. Estava sempre a ser preso, drogado, não interessa. Perdi quase tudo. Agora estou sóbrio há quatro anos, a amar a vida e aproveitar as grandes coisas que acontecem agora que estou limpo e sóbrio."

## Discografia
Em 1995, Taboo, Will.I.Am e Apl.de.Ap, formaram o grupo pop chamado The Black Eyed Peas. Em 1998, Taboo lançou junto ao grupo o álbum Behind the Front. O álbum foi sucedido por Bridging the Gap, Elephunk, Monkey Business, The E.N.D. e The Beginning.
- Behind the Front (1998)
- Bridging the Gap (2000)
- Elephunk (2003)
- Monkey Business (2005)
- The E.N.D. (2009)
- The Beginning (2010)

Estes álbuns citados acima, são álbuns de Taboo junto ao grupo The Black Eyed Peas. Entre 2005 (Monkey Business) e 2009 (The E.N.D.) Taboo lançou seu primeiro projeto solo, em 2008, auto-intitulado.

## Filmografia
| Ano  | Título                                | Papel     | Outras notas | Gênero   |
| ---- | ------------------------------------- | --------- | ------------ | -------- |
| 2009 | Street Fighter: The Legend of Chun-Li | Vega      |              | Ação     |
| 2005 | Be Cool                               | Ele mesmo |              | Comédia  |
| 2005 | Dirty                                 | Ramirez   |              | Policial |
| 2007 | Cosmic Radio                          | Marcus    |              |          |